# Преносена бременност
Преносена е бременността, при която не е настъпило раждане след 42-рата седмица от началото на бременността, или 2 седмици след нормалния термин в 40-а седмица.  Ражданията след термин могат да носят рискове както за майката, така и за бебето, като например недохранване на плода. След 42-рата седмица от бременността, плацентата, която снабдява бебето с хранителни вещества и кислород започва да старее и в крайна сметка не може да функционира. Някои състояния са свързани с преносена бременност. Например, мекониум аспирационен синдром, при който плодът изпуска фекални материи в околоплодната течност и ги аспирира. Нормално е изхождането на фекални материи да става след раждането. Преносената бременност е една от причините за предизвикване на раждане.

## Определения
Началото на родовата дейност и самото раждане може да варира в зависимост от гестационната възраст. Често се срещат следните термини, когато се описват различни периоди от една бременност.
- Преносена бременност – ≥ 42 седмици + 0 дни бременност (≥ 294 дни от първия ден на последната менструация или ≥ 14 дни след термин)
- Късен термин – 41 седмици + 0 дни до 41 седмици + 6 дни бременност
- Нормален термин – 39 седмици + 0 дни до 40 седмици + 6 дни бременност
- Ранен термин – 37 седмици + 0 дни до 38 седмици + 6 дни бременност
- Преждевременно раждане (недоносеност) – ≤ 36 седмици + 6 дни от бременността

Освен преносена бременност и други термини се използват за описване на същото състояние (≥ 42 седмици + 0 дни), като по-дълга бременност, postdates, и postdatism.  Тези термини обаче се използват по-рядко, за да се избегне объркване. 
Преносената бременност не трябва да се бърка с презрялост, синдром на презрялост или нарушена зрелост на плода. Тези термини описват състоянието на новороденото, което може да бъде причинено от преносване на бременността а не от самата продължителност на бременността.

## Причини
Причините за преносена бременност са неизвестни, но рисков фактор е предходна преносена бременност. Датата на термина може лесно да се сгреши ако майката не е сигурна в датата на последния си менструален цикъл. В такъв случайн, бебето може да бъде родено преди или след определената дата.Преносената бременност може да се дължи и на нергулиран менструален цикъл. Когато менструалният цикъл е нередовен, много трудно е да се прецени кога ще настъпи оплождане на яйцеклетката и последваща бременност. Някои преносени бременности може да не са преносени в действителност поради несигурността в последния менструален цикъл на майката.  Въпреки това, в повечето страни, където бременността се следи чрез ултразвук, това е по-малко вероятно.

## Признаци и симптоми
Тъй като преносената бременност е състояние, което се основава единствено на гестационната възраст на плода, няма потвърждаващи физически признаци или симптоми. Макар че е трудно да се определи гестационната възраст само с оглед, бебетата, родени след термин могат да имат някои признаци, които говорят за презрялост на плода. Най-често това са суха кожа, пораснали нокти, гънки по дланите и стъпалата, намалена подкожна мазнина, обилна коса по главата и кафеникаво, зеленикаво или жълтеникаво оцветяване на кожата. Лекарите диагностицират презрялост на плода след раждане на базата на прегледа на бебето и продължителността на бременността на майката. Обаче, някои такива бебета могат и да не показват изобщо или да имат малко признаци на презрялост на плода.

### Фетални и неонатални рискове
- Намалена перфузия на плацентата – След като бременността надхвърли 40-а гестационна седмица, лекарите внимателно наблюдават майката за признаци на влошаване състоянието на плацентата. Към края на бременността калциът се отлага върху стените на кръвоносните съдове и протеините се отлагат на повърхността на плацентата, което променя плацентата. Това ограничава притока на кръв през плацентата и в крайна сметка води до плацентна недостатъчност след която бебето вече не се храни правилно. Ако това се случи, силно се препоръчва да се предизвика раждане. [8]
- Oлигохидрамнион – Малък обем на околоплодната течност на плода. Той е свързан с усложнения като компресия на пъпната връв, необичайна сърдечна честота, фетална ацидоза и мекониум в околоплодната течност. [9]
- Мекониум аспирационен синдром – при който мекониум от околоплодната течност навлиза в белите дробове на бебето. [10]
- Макросомия – когато плодът надвишава 4.5 килограма. Тя може допълнително да увеличи риска от продължително раждане и дистокия на рамото.[4]
- Дистокия на рамото – Затруднено излизане на раменете на плода поради увеличен размер на тялото. [11]
- По-често може да се наложи използване на форцепс или вакуум екстракция при раждането поради по-големия плод. [12] Усложненията включват разкъсвания, петна по кожата, външна травма на очите, вътречерепни увреждания, увреждане на лицевия нерв, фрактури на черепа и рядко смърт. [13][14][15][16]

### Рискове за майките
- По-често може да се наложи предизвикване на раждане, когато родовият процес е ненормален. Окситоцин, медикаментът, използван за предизвикване на раждане, може да има странични ефекти като ниско кръвно налягане. [17]
- Повишен риск от използване на ваккуум или форцепс – при тези вагинални раждания има риск от травма на гениталите на майката. [18]
- Повишен риск от Цезарово сечение – преносените бебета могат да бъдат по-големи от нормалното, което увеличава продължителността на раждането. Родилният процес се удължава, защото главата на бебето е твърде голяма, за да премине през таза на майката. Това се нарича цефалопелвична диспропорция. Цезарово сечение се насърчава, ако това се случи. [19] Усложненията включват кървене, инфекция, ненормално заздравяване на рани, ненормална плацента при бъдеща бременност и рядко смърт. [20]

## Мониторинг
След като се установи преносена бременност, на майката трябва да се предложи допълнително наблюдение, за да се гарантира здравето на плода.

### Запис на движенията на плода
Редовни движения на плода е най-добрият знак, че той все още е в добро здраве. Майката трябва да има "графика на движениенията на плода", за да записва движенията на бебето си. Ако има намаление в броя на движенията, това може да означава влошаване състоянието на плацентата. 

### Доплеров фетален мониторинг
Доплеровият фетален мониторинг се извършва чрез преносимо устройство, което рутинно се използва при пренатални грижи. Когато се използва правилно, той може бързо да измери сърдечната честота на плода. Изходната стойност на сърдечната честота на плода е обикновено между 110 и 160 удара в минута.

### Изследване на доплеров поток
Изследване на доплеров поток е вид ултразвук, който измерва количеството на кръвта, постъпваща и излизаща от плацентата.  Ултразвуковият апарат може също да открие посоката на кръвния поток и да я покаже в червено или синьо. Обикновено, червеният цвят показва поток към ултразвуковия датчик, докато синият показва отток от него. Въз основа на дисплея лекарите могат да оценят притока на кръв към пъпните артерии, пъпните вени или други органи като сърцето и мозъка. 

### Безстресов тест
Безстресовият тест (NST- Nonstress Test) е вид електронен мониторинг на плода, който използва кардиотокограф за наблюдение на сърдечния ритъм на плода, движението на плода и контракции на майката. NST обикновено се прави в продължение на поне 20 минути. Признаците на нормален NST включват изходна сърдечна честота на плода (FHR -Fetal Heart Rate) между 110 и 160 удара в минута и 2 ускорения на феталната сърдечна честота с най-малко 15 удара в минута над изходната честота за повече от 15 секунди. Може да е необходима виброакустична стимулация и по-дълъг мониторинг, ако NST не е норален. 

### Биофизичен профил
Биофизичният профил е неинвазивна процедура, която използва ултразвук за оценка здравето на плода на базата на NST и четири ултразвукови параметри: движение на плода, фетално дишане, мускулен тонус на плода и количество околоплодна течност. Оценка от 2 точки се дава за всяка категория, която отговаря на критериите или 0 точки, ако критериите не са изпълнени (не 1 точка). Понякога NST се пропуска, което прави най-високия резултат 8/8 вместо 10/10. Обикновено резултат от 8/10 или 10/10 се счита за нормален резултат от теста, освен ако не са дадени 0 точки за околоплодна течност. Резултат от 6/10 с нормална околоплодна течност се счита за двусмислен и може да се наложи повторно изпълнение на процедурата в рамките на 24 часа. Резултат от 4/10 или по-малко се счита извън норма и може да се провокира раждане.  Недосатъчна околоплодна течност може да доведе до притискане на пъпната връв и намаляване на притока на кръв към плода, затова резултатът от 0 точки за околоплодна течност показва, че плодът е изложен на риск. 

## Ръководене на раждането

### Очаквателно поведение
На жена, достигнала 42-ра седмица от бременността ще бъде предложено предизвикване на раждането. Като алтернатива, е възможно да се изчака естествено началото на раждането, като при тези жени трябва да се осигури допълнително наблюдение на бебето с редовна кариотокография (CTG), ултразвук и биофизичен профил. Рисковете от очаквателното поведение варират в различните проучвания.

### Предизвикване на раждане
Предизвикване на раждането става чрез използване на медикаменти и други техники. Това се прави само ако има потенциална опасност за майката или детето. Има няколко причини за стартиране на раждането: водите на майката изтичат и контракциите не са започнали, детето е преносено, майката има диабет или високо кръвно налягане, или няма достатъчно околоплодна течност около бебето. Предизвикване на раждането не винаги е най-добрият избор, защото носи съответни рискове. Понякога майките искат предизвикване на раждането по причини, които не са медицински. Това се нарича избирателно раждане. Лекарите се опитват да избегнат изкуствено предизвикване на раждане, освен ако не е напълно необходимо.

#### Процедура за предизвикване на раждане
Има четири метода за стартиране на контракциите. Най-често срещани са: отделяне на мембраните, спукване на околоплодния мехур, даване на хормона простагландин и даване на синтетичния хормон питоцин. Отделяне на мембраните не винаги е ефективно. Лекарят вкарва пръст в маточната шийка и го движи около околоплодния мехур с цел да го отдели от стените на матката. След като тази мембрана бъде отделена, хормонът простагландин се отделя естествено в тялото на майката и започват контракции.  Направена веднъж, тази манипулация не винаги предизвиква начало на раждането и може да се наложи да се направи няколко пъти преди да се стимулира хормоналната секреция.  Следващият метод е спукване на околоплодния мехур на майката, което се нарича амниотомия. Лекарят използва пластмасова кука, за да отдели мембраната и да разкъса околоплодния сак. В рамките на няколко часа след това обикновено започва раждането. Даването на хормона простагландин разширява шийката на матката, което означава, че шийката умеква, изтънява се и се разширява. Лекарството Cervidil се прилага под формата на таблетки или вагинално под формата на гел. Това най-често се прави в болницата за една нощ. Хормонът окситоцин (синтетичен питоцин) се прилага венозно по време на целия родов процес. Този хормон стимулира контракциите. Питоцин се използва и за „рестартиране“ на контракциите, когато те намалеят или спрат.
Мизопростол също се използва, но той изисква сериозно наблюдение на майката.

#### Чувствителност
- Отделяне на мембраните: Отделяне на мембраните отнема само няколко минути и причинява няколко интензивни спазми. Много жени съобщават за чувство, подобно на уриниране, а други, че е доста болезнено.
- Спукване на околоплодния мехур: Това се усеща като леко дърпане последвано от топъл поток течност.
- Питоцин: Когато се използва синтетичен хормон питоцин, контракциите са по-чести, отколкото при естествено раждане; те също така са и по-интензивни.

## Епидемиология
Честотата на преносена бременност варира между отделните страни и популации както и от прилагане на медицинските практики. Факторите включват броя на първите бременностти, генетичната предразположеност, времето от ултразвуковата оценка, процента направени Цезарови сечения и др. Преносената бременност се среща при около 0,4% от бременностите в Съединените щати според данните от акта за раждане. 